# Alpaida tabula
Alpaida tabula es una especie de araña tejedora de orbe del género Alpaida, de la familia Araneidae, orden Araneae. Fue descrita por Simon en 1895.
Se distribuye por América del Sur: desde Guyana hasta Bolivia. Fue publicada en Histoire naturelle des araignées. Deuxième édition, tome premier. Roret, Paris Pp. 761-, 1084.